# Alois Ladislav Vymetal
Alois Ladislav Vymetal (9. listopadu 1865 Hořice – 15. října 1918 Písek) byl český hudební skladatel.

## Život
Byl synem venkovského muzikanta a hostinského v Hořicích. Zpíval v chlapeckém chrámovém sboru ve Vrchlabí a později studoval na Varhanické škole v Praze. Vykonal státní zkoušku ze zpěvu. Skladbu studoval soukromě u Zdeňka Fibicha. Nejprve byl varhaníkem v synagoze v Brandýse nad Labem a ve Vamberku. Ve Vamberku založil hudební jednotu Zdobnice.
V letech 1887–1906 působil ve Slaném. Učil hudební výchovu na několika středních školách, vyučoval i soukromě a aktivně se podílel na hudebním životě kraje. Dirigoval městskou kapelu, řídil pěvecký spolek Dalibor a pořádal veřejné koncerty s náročným repertoárem. Mimo jiné uvedl např. i Requiem Antonína Dvořáka. V roce 1906 odešel do Písku, kde se stal po Bohuslavu Jeremiášovi (otci hudebního skladatele Otakara Jeremiáše) regenschorim v děkanském kostele Narození Panny Marie a ředitelem hudební školy. Pozvedl zde úroveň chrámové hudby. V chrámu pořádal koncerty, na kterých účinkovali přední čeští hudební umělci. Za tuto činnost byl vyznamenán papežem Piem X. řádem Bene merend, jako vůbec první český regenschori. Založil symfonický orchestr a podařilo se mu sloučit místní pěvecká sdružení do jednoho vynikajícího tělesa, se kterým prováděl i velmi náročné skladby (např. oratorium Kristus na hoře Olivetské Ludwiga van Beethovena).
Jako skladatel byl znám především jako autor písní, které ve velké většině vyšly i tiskem a měla je v repertoáru řada předních českých pěvců. Některé z jeho písní znárodněly.
Syn, Cyril Vymetal (1890–1973) se stal dirigentem a hudebním publicistou. I jeho další synové, Metod Vymetal (1895–1945) a Jiří Vymetal (1902–1979), se věnovali hudbě. Byli sbormistry a zejména Metod proslul i jako dirigent a hudební skladatel.

## Dílo (výběr)

### Písně
- Čtvero písní op. 1 (obsahuje nejúspěšnější zhudebnění básně Já v snách tě viděl Josefa Václava Sládka, 1895)
- Písně v národním slohu op. 8
- Písničky
- Rozmarné písničky
- Tré písní op. 12 (znárodněla píseň Proč ta lípa u studánky)
- Rudé máky
- Vesnické písně
- Monolog starého vévody (slova J. S. Machar)
- Z mých písní
- Čtvero písní
- Osmero písní (slova Růžena Jesenská)
- Co nám zbulo – Co nám vzeli
- Zlatý věk (dětské písně)
- Zlaté mládí (dětské písně)

### Sbory

#### Ženské sbory
- Pan, panáček
- Růže a slavík
- Loďka

#### Mužské sbory
- Ten národ ještě nezhynul
- Nevěřme nikomu (slova Svatopluk Čech)
- Čtyři sbory

#### Smíšené sbory
- Písecku
- Červená voda
- Hymna českého studentstva

### Chrámové skladby
- Mše ke cti s. Aloisia
- Ave Maria
- O salutaris hostia
- Sv. Václave

### Klavírní skladby
- Slánské valčíky
- Valčík melancholický
- Růžová poupátka
- Ze života našich maličkých

### Komorní skladby
- Mazurka (housle a klavír)
- Humoreska (housle a klavír)
- Ukolébavka (housle a klavír)
- Písecké idylky (klavírní trio)